# جزيرة سيرا (بيناجام باسر الشمالية)
جزيرة سيرا وهي جزيرة من جزر إندونيسيا، وتقع مقاطعة بيناجام باسر الشمالية في إقليم كالمنتان الشرقية في إندونيسيا.